# Bezirk Kuttenberg
Der Bezirk Kuttenberg (tschechisch Okresní hejtmanství v Hoře Kutné) war ein Politischer Bezirk im Königreich Böhmen. Der Bezirk umfasste Gebiete in Mittelböhmen im heutigen Středočeský kraj (Okres Kutná Hora). Sitz der Bezirkshauptmannschaft war die Stadt Kuttenberg (Kutná Hora). Das Gebiet gehörte seit 1918 zur neu gegründeten Tschechoslowakei und ist seit 1993 Teil Tschechiens.

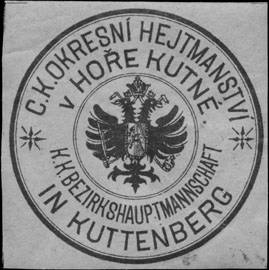
Siegelmarke Okresní hejtmanství v Hoře Kutné / Bezirkshauptmannschaft in Kuttenberg

## Geschichte
Die modernen, politischen Bezirke der Habsburgermonarchie wurden 1868 im Zuge der Trennung der politischen von der judikativen Verwaltung geschaffen.
Der Bezirk Kuttenberg wurde 1868 aus den Gerichtsbezirken Kohljanowitz (tschechisch soudní okres Uhlířské Janovice) und Kuttenberg (Kutná Hora) gebildet.
Im Bezirk Kuttenberg lebten 1869 62.934 Personen, wobei der Bezirk ein Gebiet von 9,5 Quadratmeilen und 98 Gemeinden umfasste.
1900 beherbergte der Bezirk 65.544 Menschen, die auf einer Fläche von 550,86 km² bzw. in 104 Gemeinden lebten.
Der Bezirk Kuttenberg umfasste 1910 eine Fläche von 550,84 km² und beherbergte eine Bevölkerung von 64.037 Personen. Von den Einwohnern hatten 1910 63.709 Tschechisch und 205 Deutsch als Umgangssprache angegeben. Weiters lebten im Bezirk 123 Anderssprachige oder Staatsfremde. Zum Bezirk gehörten zwei Gerichtsbezirke mit insgesamt 104 Gemeinden bzw. 118 Katastralgemeinden.